# MGMグランド駅
MGMグランド駅（MGM Grand）は、ラスベガスモノレールの駅である。この駅は現在ラスベガスモノレールの最も南に位置している。

## 近隣のホテル
- MGMグランド
- ニューヨーク・ニューヨーク
- トロピカーナ
- エクスカリバー
- フーターズ・カジノ